# Novîi Mîleatîn, Busk
Novîi Mîleatîn (în ucraineană Новий Милятин) este localitatea de reședință a comunei Novîi Mîleatîn din raionul Busk, regiunea Liov, Ucraina.

## Demografie
Componența lingvistică a localității Novîi Mîleatîn
     Ucraineană (99,15%)
     Alte limbi (0,68%)
Conform recensământului din 2001, majoritatea populației localității Novîi Mîleatîn era vorbitoare de ucraineană (99,15%), existând în minoritate și vorbitori de alte limbi.